# Vương tử Hashem bin Al Abdullah
Hoàng tử Hashem bin Abdullah Al (sinh ngày 30 tháng 01 năm 2005) là con thứ tư và con trai thứ hai của vua Abdullah II của Jordan và Hoàng hậu Rania al-Abdullah. Hoàng tử Hashem là một thành viên của nhà Hashemite và được xem như là hậu duệ thứ 44 của nhà tiên tri Mohammad.